# Azas da cubiteira
As azas da cubibeira ou  Codal [sic] consistiam em um item de armadura medieval de metal, aparentemente tal objeto podia ser um anexo à cubiteira (espécie de armadura que recobria o ante-braço) ou parte integrante dela; sua função em particular era oferecer proteção a chamada sangria (Veia cubital mediana) do braço, no caso a parte frontal ao cotovelo do cavaleiro. O mesmo que Elbow Cop, Cowter, Codal ou a Cotoveleira do Catafractário.